# 堀直賀
堀 直賀（ほり なおよし）は、越後村松藩の第11代藩主。直寄系支流堀家11代当主。官位は従五位下、左京亮。

## 経歴
第6代藩主堀直教の長男・奥田教明の長男として誕生、万延元年（1860年）11月1日、先代藩主・直休の末期養子として家督を継ぐ。幕末期に入ると藩内に尊王論が起こり、尊王攘夷と軍制改革を主張する一派を形成した。慶応2年（1866年）には村松七士事件（尊王攘夷派7名を保守派が処刑した事件）が発生し、藩政が混乱した。慶応4年（1868年）の戊辰戦争では明治新政府を支持する正義党の近藤安五郎一派と対立し、佐幕保守派の直賀は奥羽越列藩同盟に参加した。明治元年（1868年）5月14日、長岡に出兵し、官軍と戦う。同年8月4日、官軍の攻撃で村松城を落とされて米沢藩に逃亡した。同年9月18日、新政府に謝罪を申し入れる。同年10月19日、新政府から謹慎を命じられる。
一方、安五郎は直休の弟・直弘を新藩主に擁立して新政府軍に降伏し、村松藩は所領を安堵された。明治元年12月7日、直賀は隠居を命じられて、直弘に家督を譲った。明治10年（1877年）に遠祖の奥田姓に改め、明治36年（1903年）に死去した。法名は安達院殿従三位清節直賀大居士。墓所は谷中霊園。

## 系譜
父母
- 奥田教明（実父）
- 堀直休（養父）

子女
- 奥田直紹[1]（長男）
- 高野金重室

養子
- 堀直弘 ー 堀直央の三男

## 栄典
- 1903年（明治36年）11月14日 - 従三位[2]